# L'Âne rouge (roman)
Pour les articles homonymes, voir Âne rouge et L'Âne rouge.
L'Âne rouge est un roman belge de Georges Simenon paru en 1932 aux Éditions Fayard avec pour l'édition originale une jaquette dessinée par Bernard Bécan.

## Résumé
Jean Cholet, jeune journaliste à la Gazette de Nantes, vit chez ses parents, une famille de petits employés consciencieux et effacés. Un soir, alors qu'il assiste à son premier banquet officiel, il se laisse aller à boire outre mesure et provoque un scandale ; après quoi, poursuivant sur sa lancée, il échoue dans un cabaret, « L'Âne-Rouge », en compagnie d'un certain Speelman, personnage avantageux qui l'impressionne. L'ambiance de « L'Âne-Rouge » le choque et l'attire à la fois, si bien que, à dater de ce soir mémorable, il prend l'habitude de fréquenter ce milieu d'artistes minables parmi lesquels il a repéré une jeune divette, Lulu, dont il fait bientôt sa maîtresse. 
Par ces escapades, Jean s'émancipe du respect affectueux qu'il voue à son père et de l'humiliation quotidienne où le laisse une mère qui se pose en éternelle victime larmoyante. L'audace lui vient peu à peu dans l'alcool et, pour affirmer ce sentiment nouveau de puissance, il accepte de détourner des documents d'état civil dans l'intérêt de Speelman, qui le manie par l'orgueil. Ensuite, il expérimente seul sa liberté et son cynisme, auprès de Lulu d'abord, ensuite avec Mme Berthe, la prude secrétaire du journal. Délaissant son travail, il se trouve contraint de recourir au mensonge, puis au vol pour avoir de l'argent, mais bientôt il décide de s'affranchir totalement de cette médiocrité et monte à Paris à la rencontre de son vrai destin. La libération se fait cependant attendre. Il pressent que c'est un événement extérieur qui doit la lui apporter. Celui-ci arrive en effet : la mort inopinée de M. Cholet. Au lendemain de l'enterrement, Jean apprend par une confidence du patron de son père que ce dernier est mort dans des circonstances peu avouables que l'on a dissimulées pour l'honneur de la famille. Cette révélation déclenche la dernière crise, violente mais brève, d'un Jean Cholet qui reprendra alors sa place dans le rang, comme avant.

## Fiche signalétique de l'ouvrage

### Cadre spatio-temporel

#### Espace
Nantes, Paris

#### Temps
Époque contemporaine

### Les personnages

#### Personnage principal
Jean Cholet, journaliste à la Gazette de Nantes, célibataire, 16 ans

#### Autres personnages
- M. Cholet, employé d'assurances, et Madame Cholet, parents de Jean
- Lulu, artiste à « L'Âne rouge »
- Speelman, directeur d'une troupe théâtrale

## Éditions
- Édition originale : Fayard, 1932
- Tout Simenon, tome 18, Omnibus, 2003  (ISBN 978-2-258-06103-3)
- Livre de poche no 14314  (ISBN 978-2-253-14314-7)
- Romans durs, tome 1, Omnibus, 2012  (ISBN 978-2-258-09355-3)
- Romans durs, tome 1, Omnibus, 2023  (ISBN 978-2-258-20258-0)

## Source
- Maurice Piron, Michel Lemoine, L'Univers de Simenon, guide des romans et nouvelles (1931-1972) de Georges Simenon, Presses de la Cité, 1983, p. 30-31  (ISBN 978-2-258-01152-6)